# Désert du Thar
Pour les articles homonymes, voir Thar.
Le désert du Thar (rajasthani : थार मरुधर (thār marudhar) ; hindi : थार मरुस्थल (thār marusthal) ou थार रेगिस्तान (thār rēgistān)) — appelé aussi le Grand Désert indien ou Mârusthali, le Pays de la mort — est un désert qui s'étend sur 200 000 km2 dans l'État du Rajasthan, dans le nord-ouest de l'Inde et au Pakistan où il est appelé désert du Cholistan.

## Géographie
Le Thar s'étend des plaines méridionales du Penjab au nord jusqu'au Rann de Kutch au sud. Il est encadré par l'Indus à l'ouest et la chaîne des Ârâvalli à l'est. Ce n'est pas un véritable désert, mais plutôt une étendue steppique où se trouve une végétation très clairsemée dont seules les dunes suffisamment étendues sont dépourvues.
Il reçoit moins de 200 mm d'eau par an. Ses villes principales sont Bîkâner et Jaisalmer. C'est aussi le désert le plus densément peuplé au monde : avec 83 habitants/km2 selon un rapport de 2001, sa densité de population est proche de celle de la France (98,8 hab./km2).
Cette zone est devenue désertique relativement récemment — peut-être entre 2000 av. J.-C. et 1500 av. J.-C. À cette époque, le fleuve Sarasvati, maintenant appelé Ghaggar-Hakra, cesse d'être un cours d'eau important et devient endoréique et se perdant dans le désert. À Siddhpur une rivière Sarawati, probablement sur l'emplacement de l'ancien fleuve, existe toujours.
Dans la portion indienne du désert, la construction du canal Indira Gandhi entre les années 1970 et 1980 entraîne des répercussions importantes sur les conditions environnementales, économiques et socio-culturelles. Plus long canal d'Inde, il achemine sur 650 kilomètres des eaux détournées des rivières Sutlej et Beas, depuis leur confluence endiguée à Harike (district de Tarn Taran, Pendjab). Le canal traverse les districts occidentaux et désertiques du Rajasthan (Shri Ganganagar, Hanumangarh, Bikaner, Jodhpur, Jaisalmer et Barmer), où il a permis l'établissement ou l'extension de zones cultivées. Les politiques publiques autour de ce canal, ainsi que le contexte frontalier tendu, ont contribué à la sédentarisation des populations du désert, à un fort recul du pastoralisme, et à une obsolescence du système de gestion traditionnel de l'eau.

## Environnement

### Faune
Malgré ces conditions de vie extrêmes, la vie est présente dans le désert. Parmi les mammifères, on note l'antilope pallas (Antilope cervicapra), la chinkara ou gazelle d'Arabie (Gazella bennettii), le lynx caracal (Felis caracal) et le renard du désert (Vulpes vulpes pusilla).

Faune
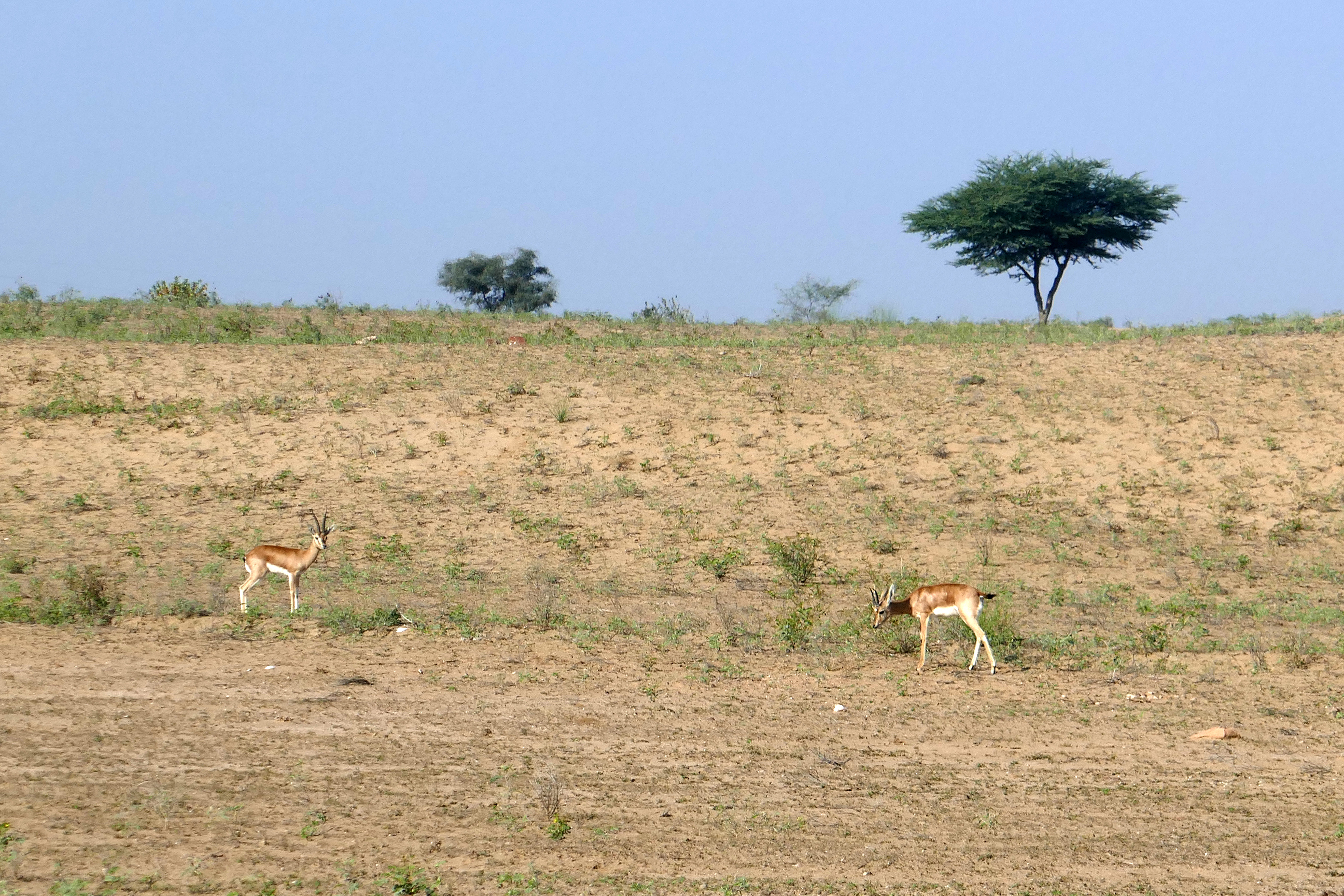
Gazelles chinkara dans le désert au Rajasthan en novembre 2019.
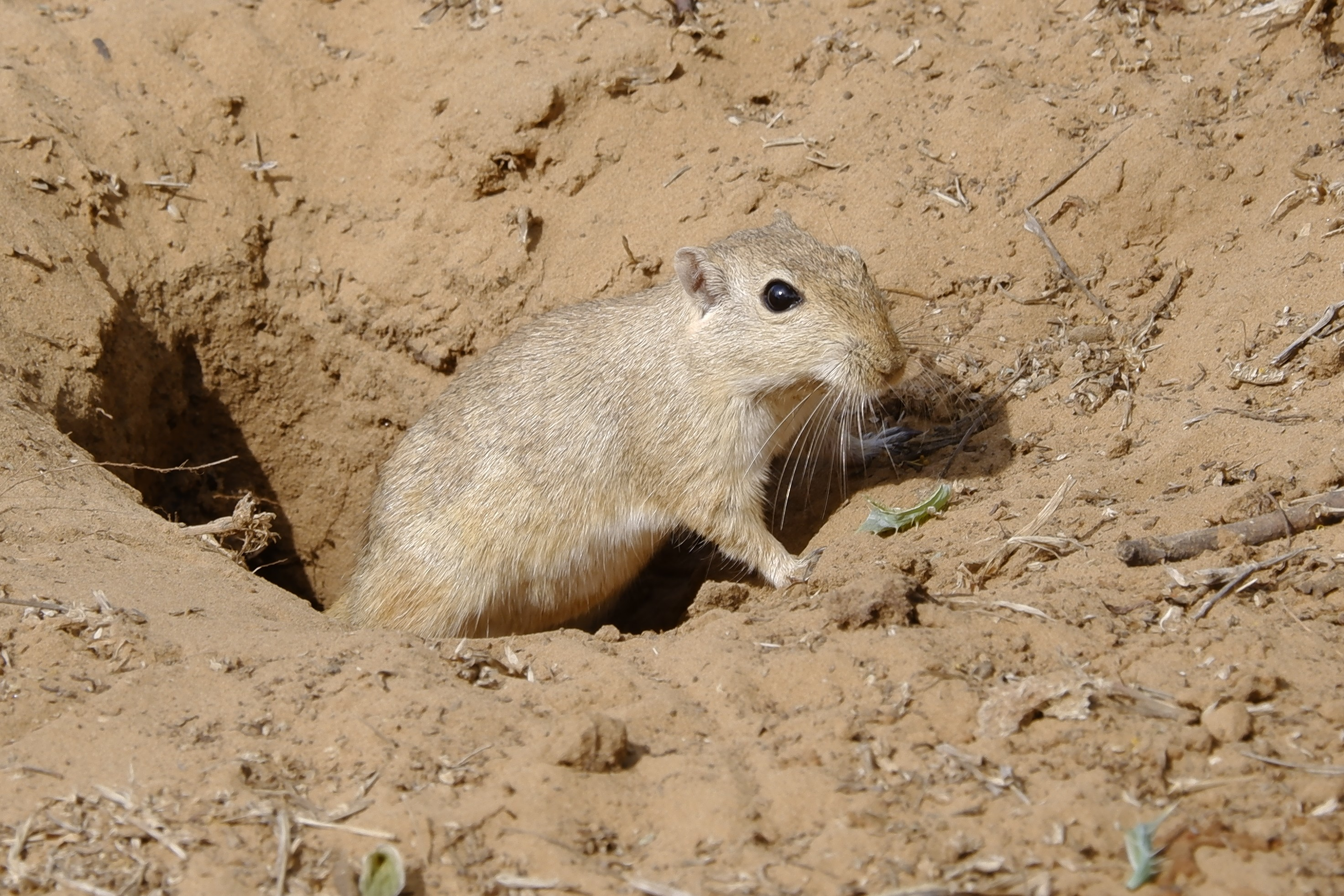
Gerbille près de Dausa en mars 2022.
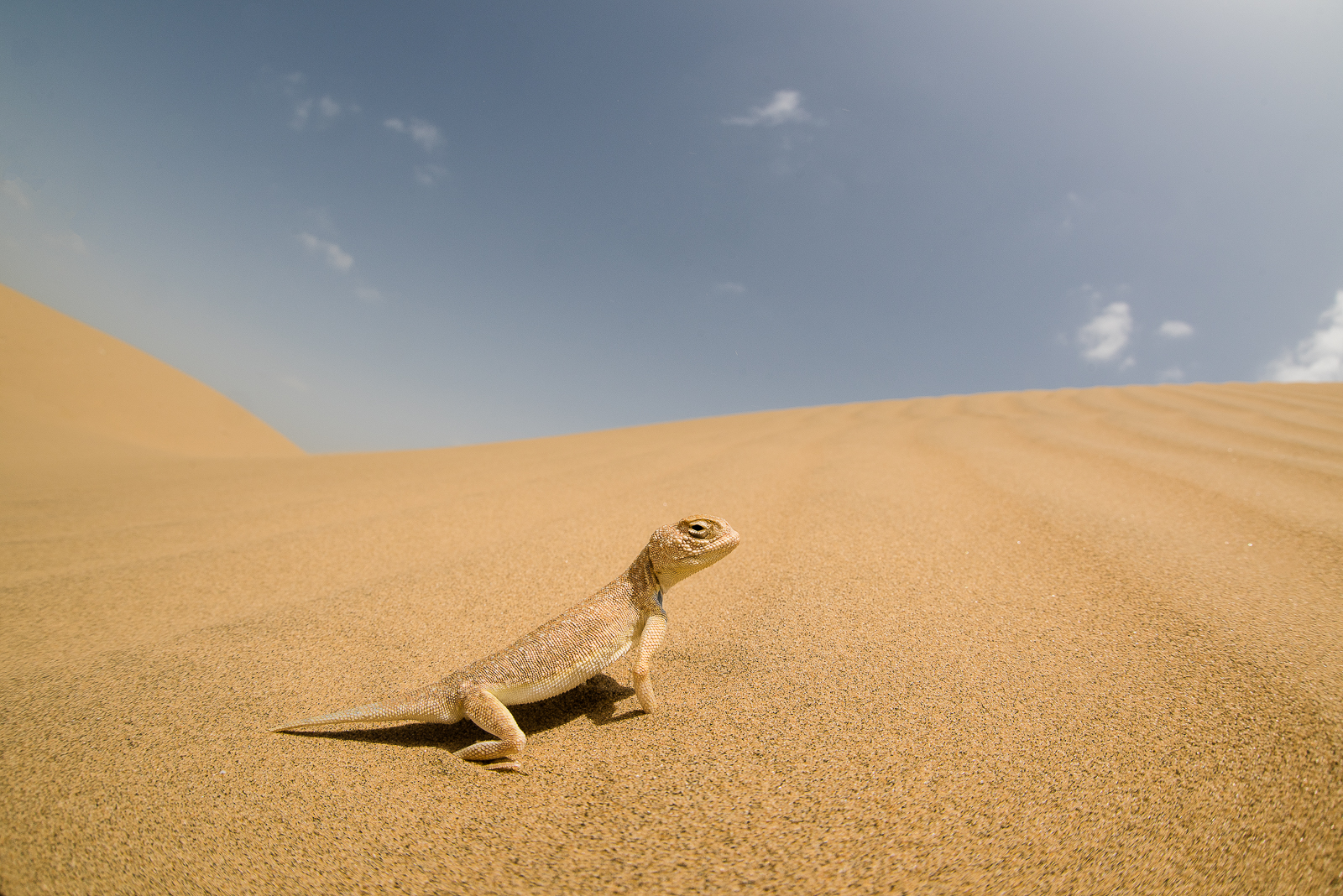
Lézard Bufoniceps laungwalaensis au Rajasthan en septembre 2016.
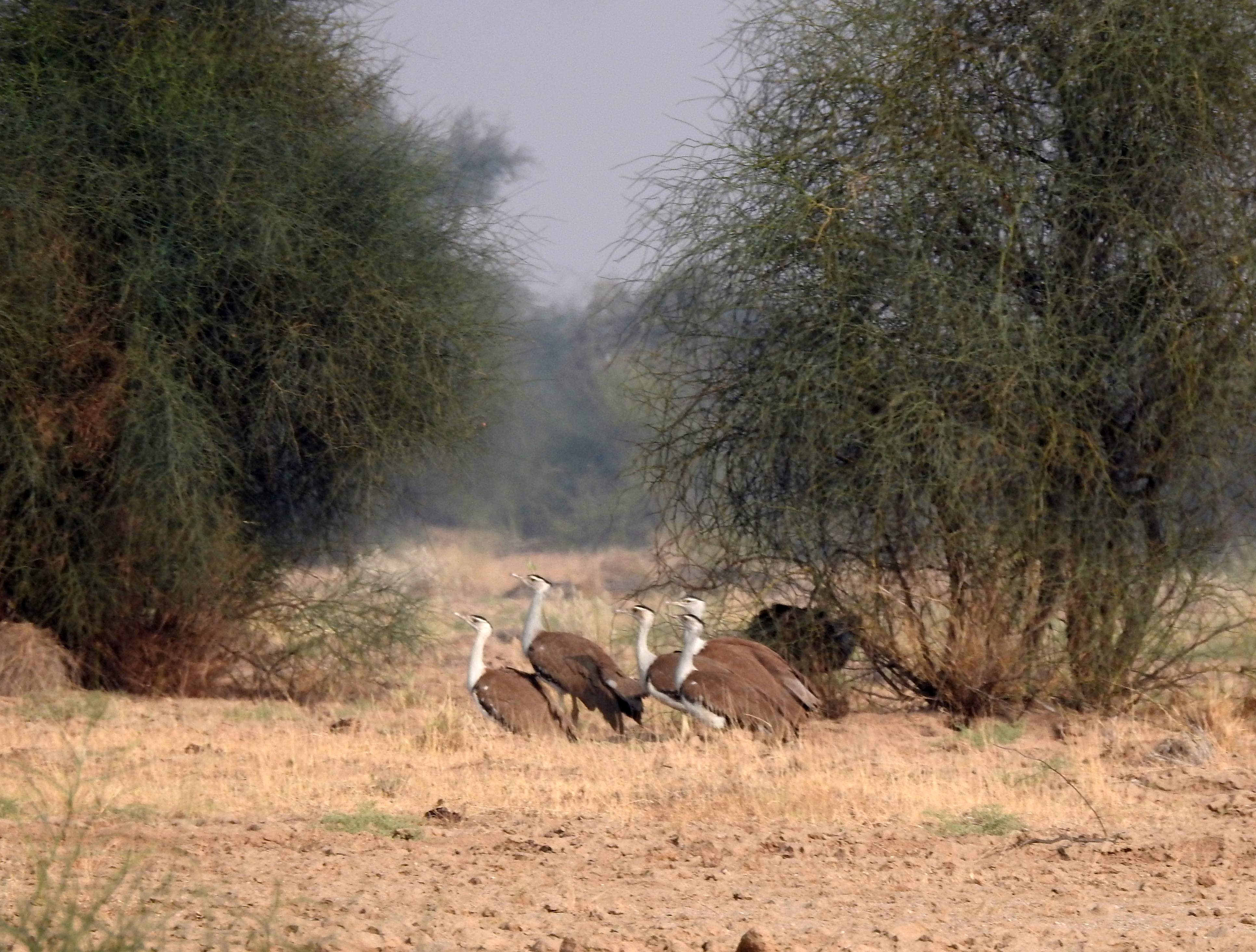
Des outardes à tête noire, une espèce gravement menacée dans le parc national de Desert.
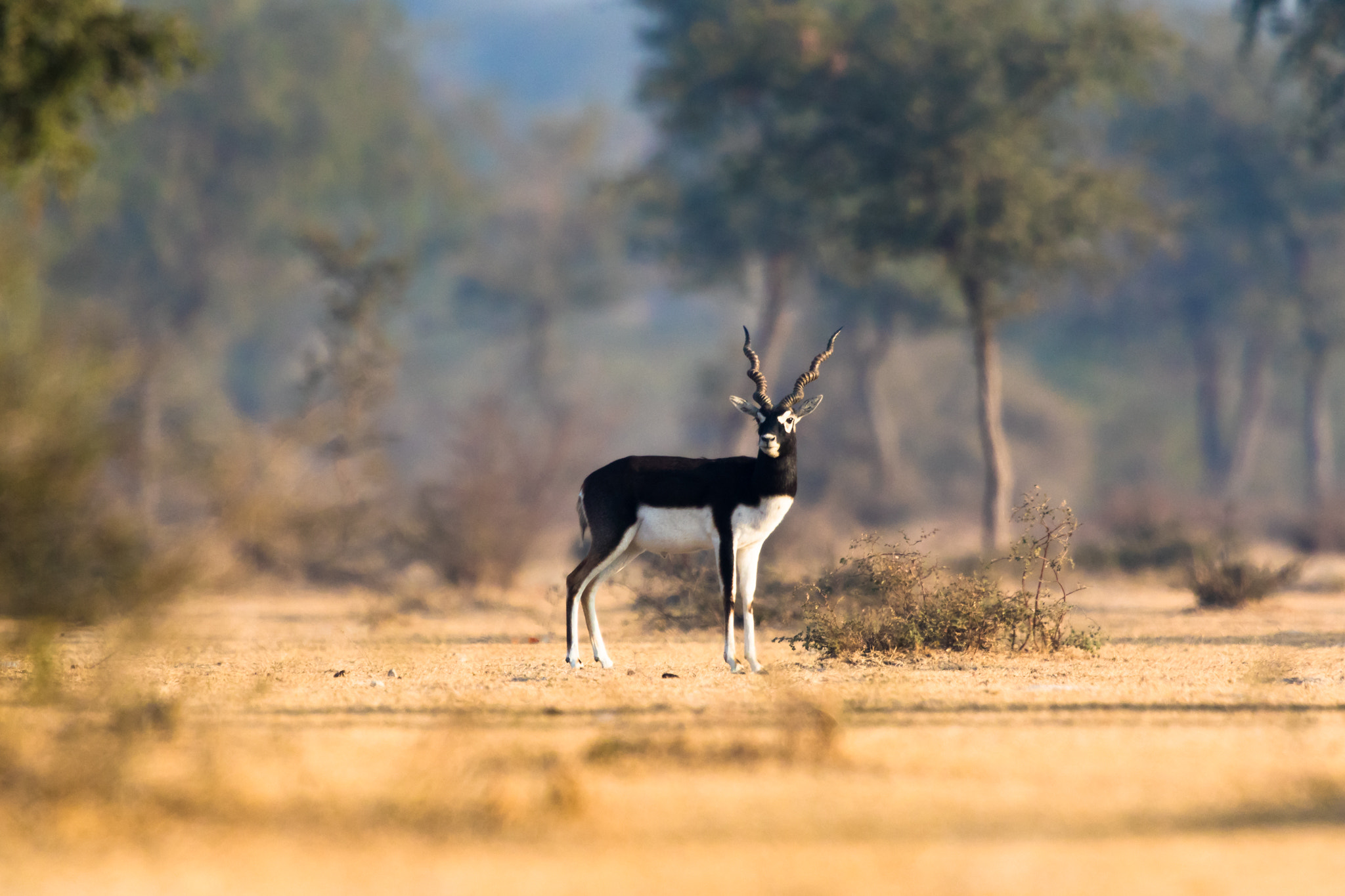
Un mâle antilope cervicapre à découvert au sanctuaire de Tal Chhapar.
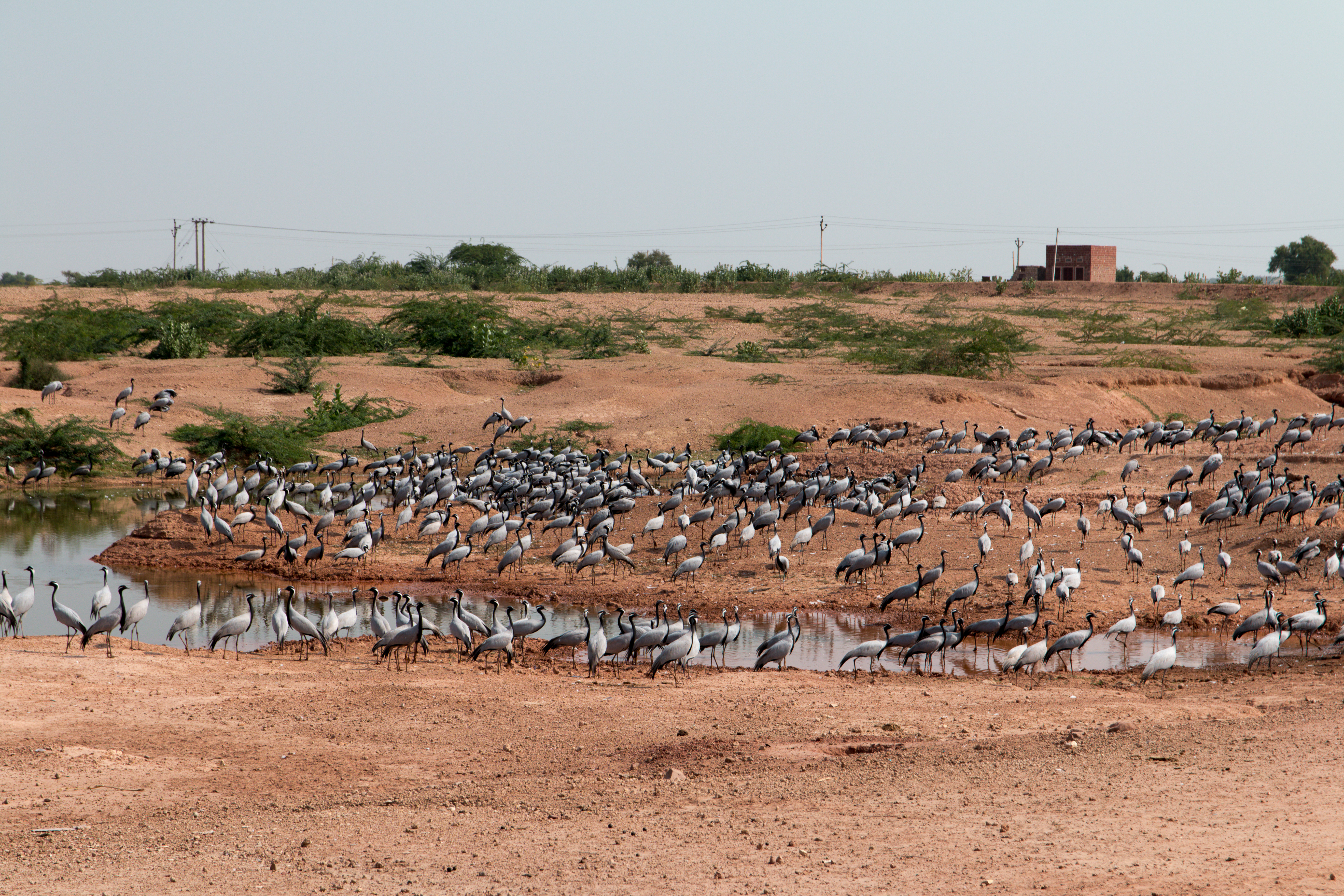
Attroupement de grues demoiselle autour d'un étang à Khichan, important lieu d'hivernage près de Jodhpur.
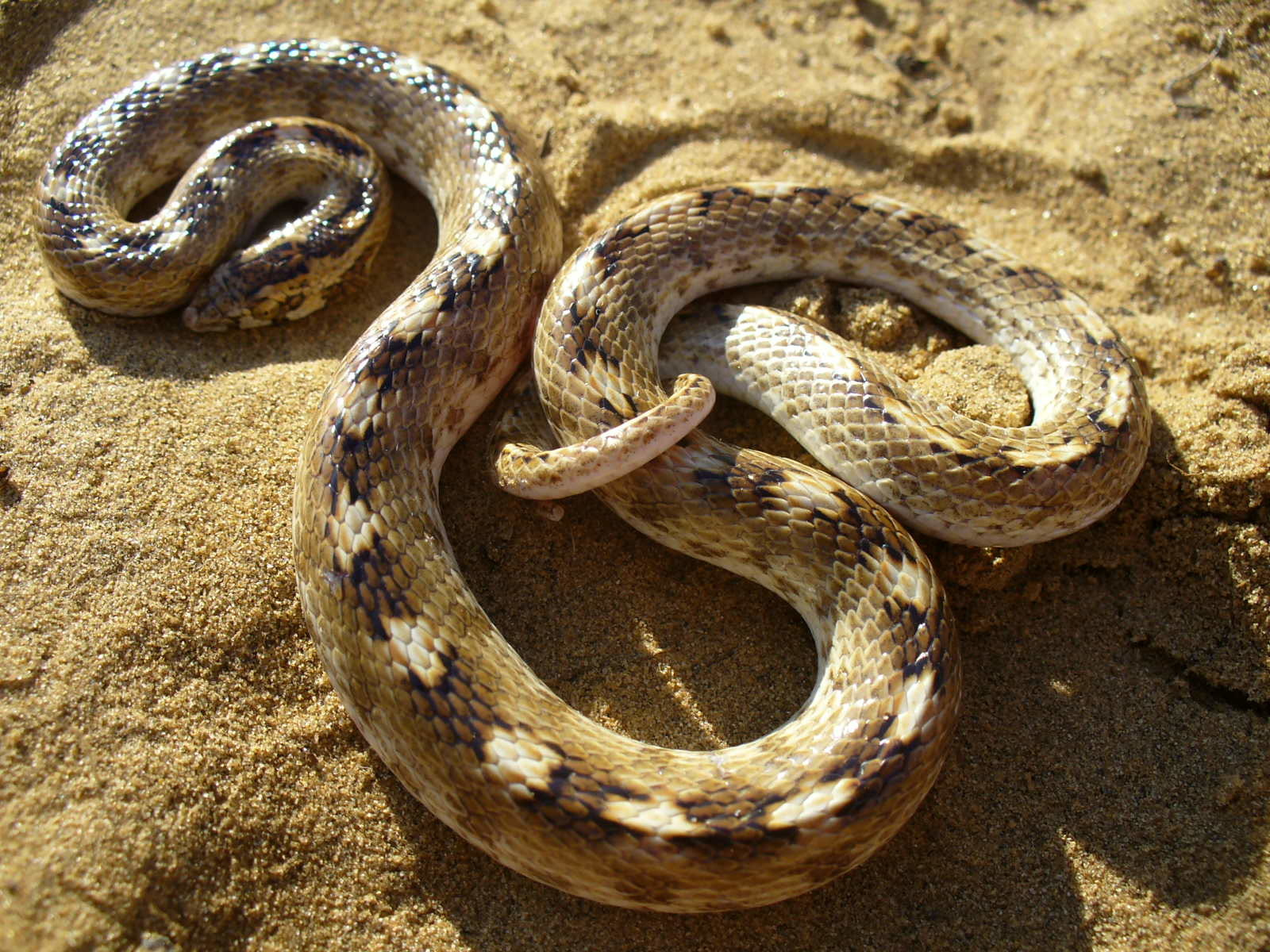
Un serpent Lytorhynchus paradoxus dans la région de Jaisalmer.
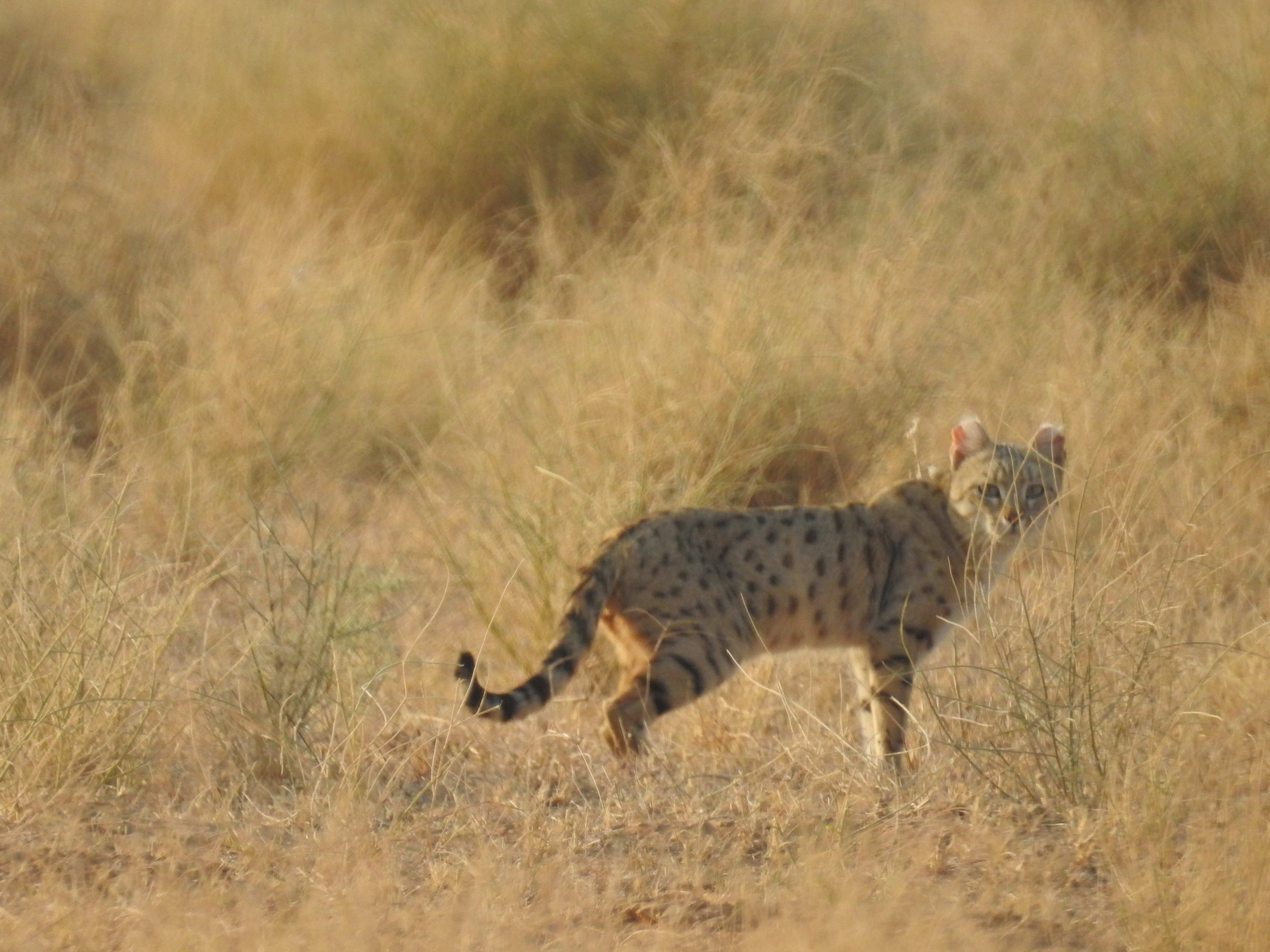
Un chat orné, une sous-espèce de chat sauvage, dans une prairie de la région de Bikaner.

Flore
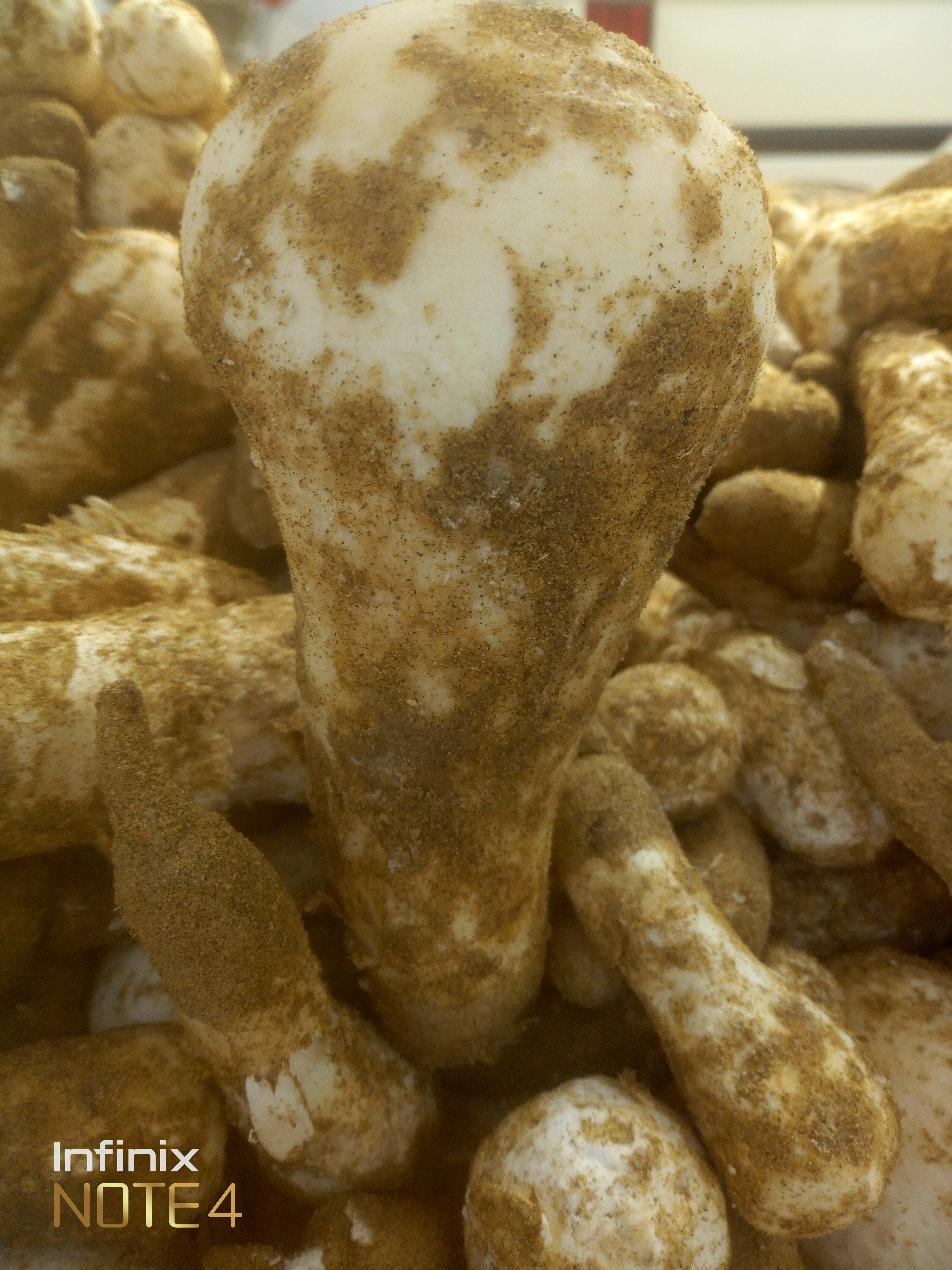
Champignons dans le Sind en septembre 2020.
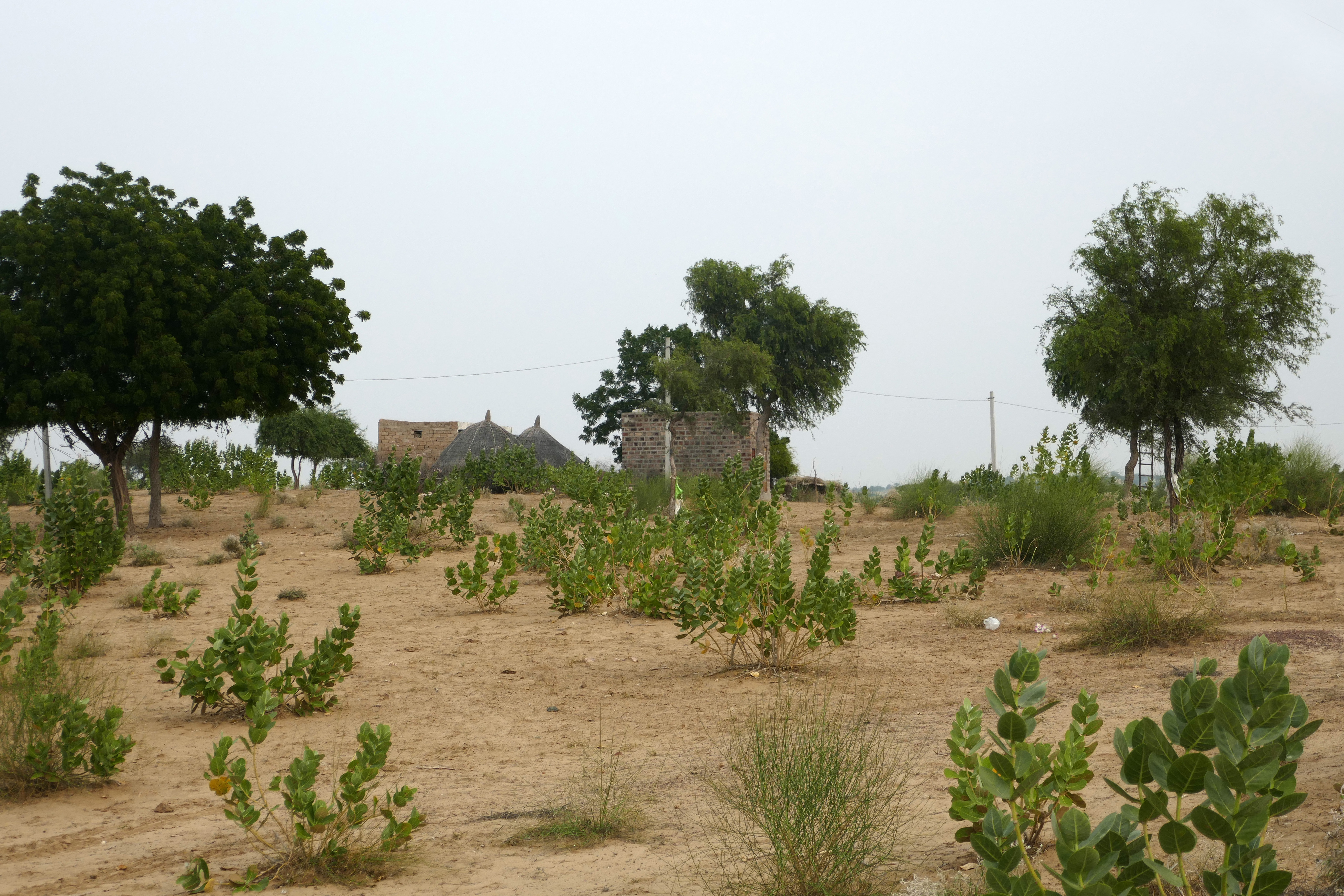
Constructions et pommiers de Sodome au Rajasthan en novembre 2019.
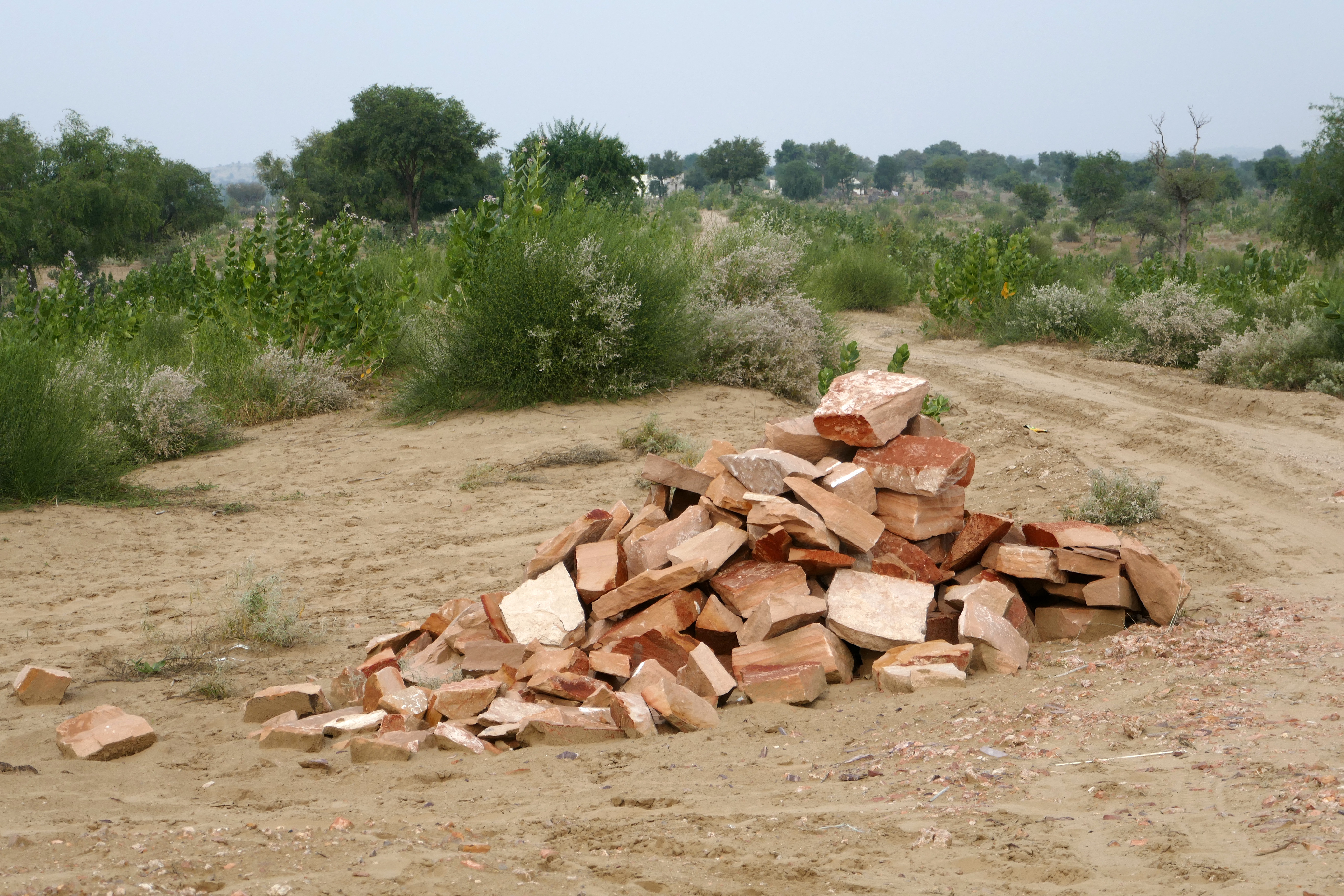
Broussailles et grès rouge au Rajasthan en novembre 2019.

## Dans la fiction
Le désert du Thar est le lieu où se déroule l'action de l'épisode 14 de la série télévisée Au cœur du temps (1967).

## Galerie

Paysages
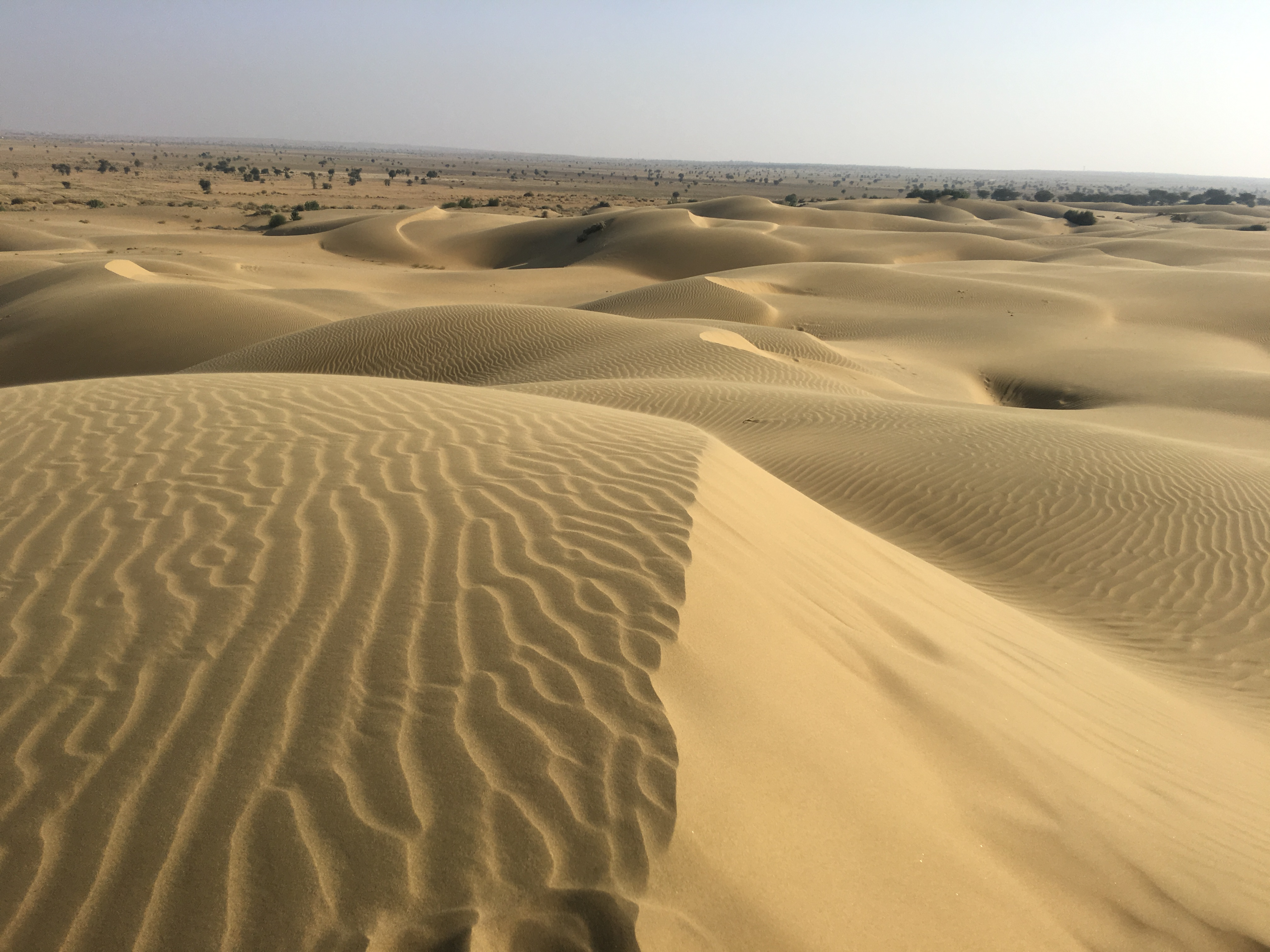
Les Sam sand dunes sont un ensemble de dunes (erg) assez célèbre dans la région de Jaisalmer.
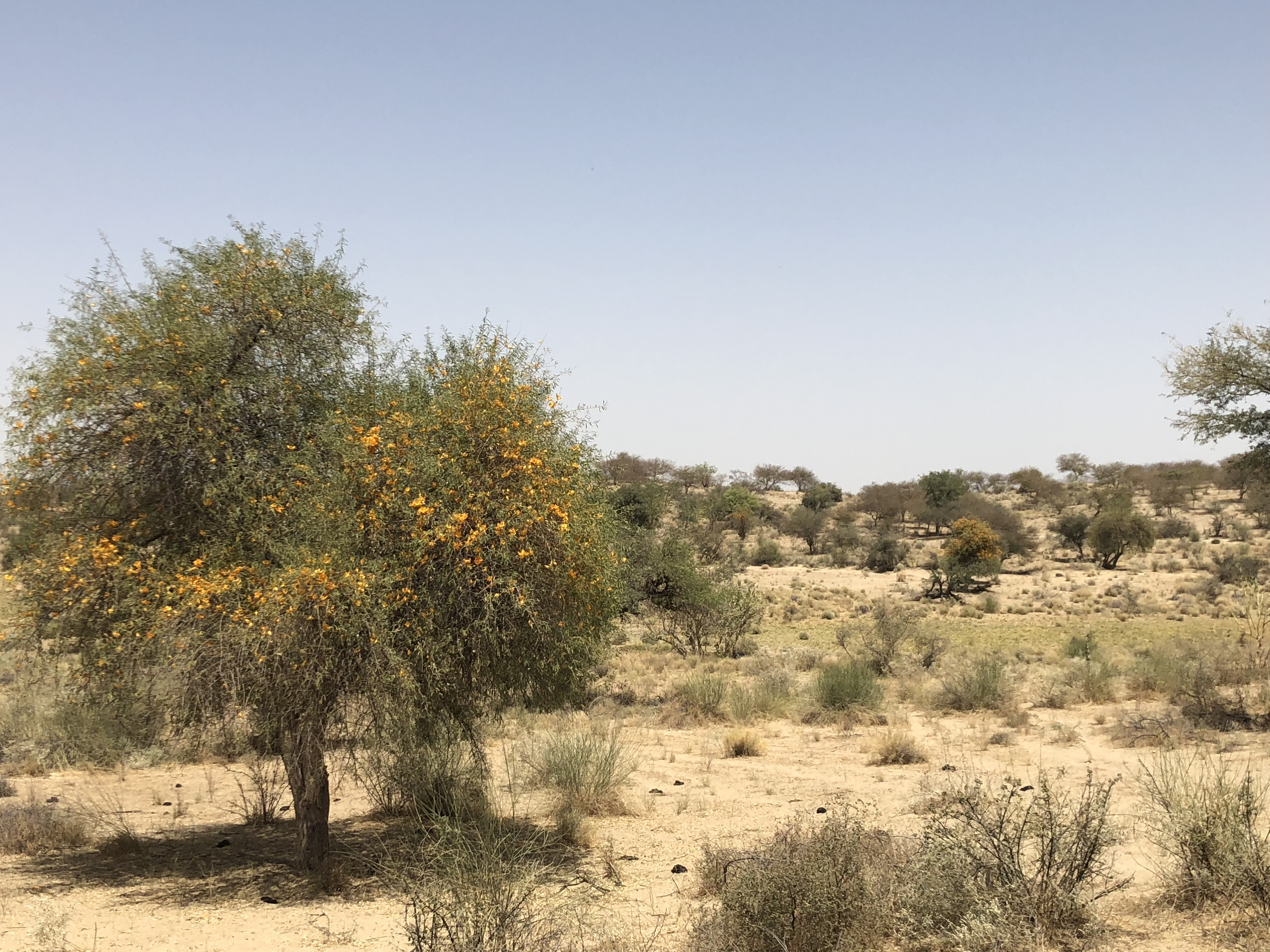
Paysage broussailleux dans le Thar pakistanais.
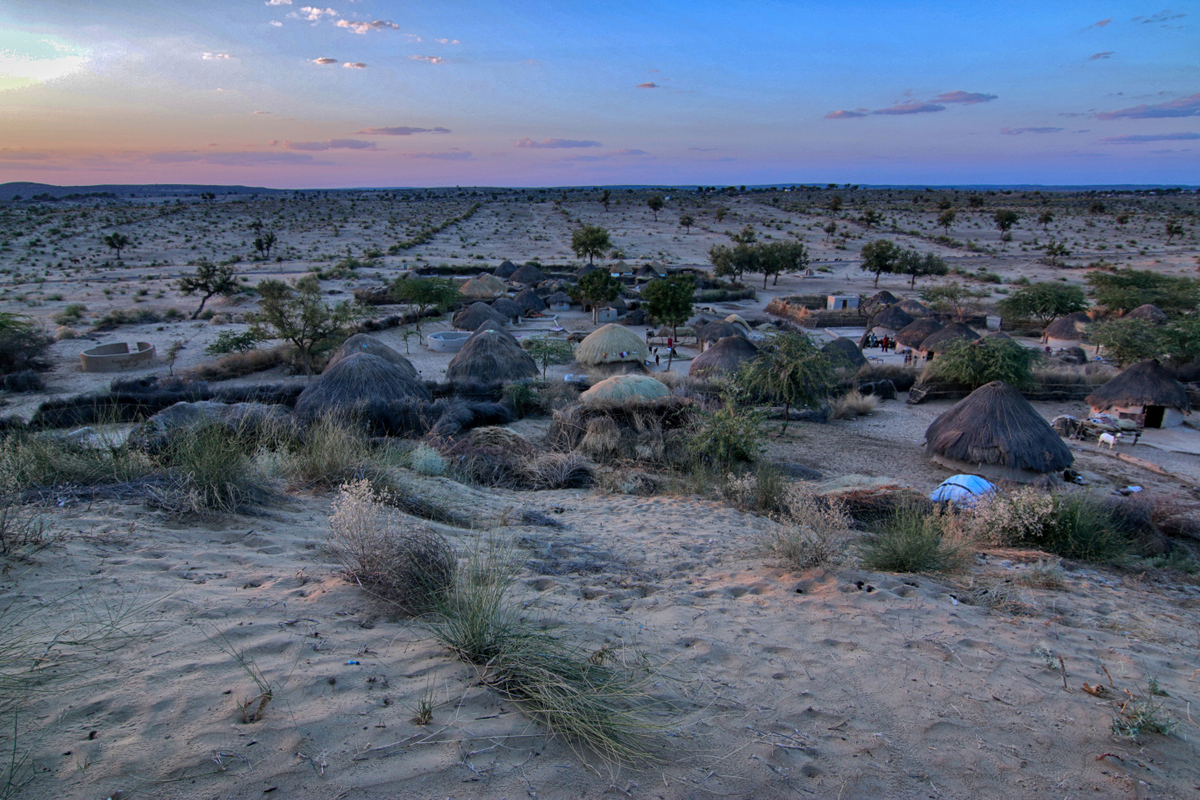
Vue sur un hameau du Tharparkar, dans le sud-ouest du Sind.
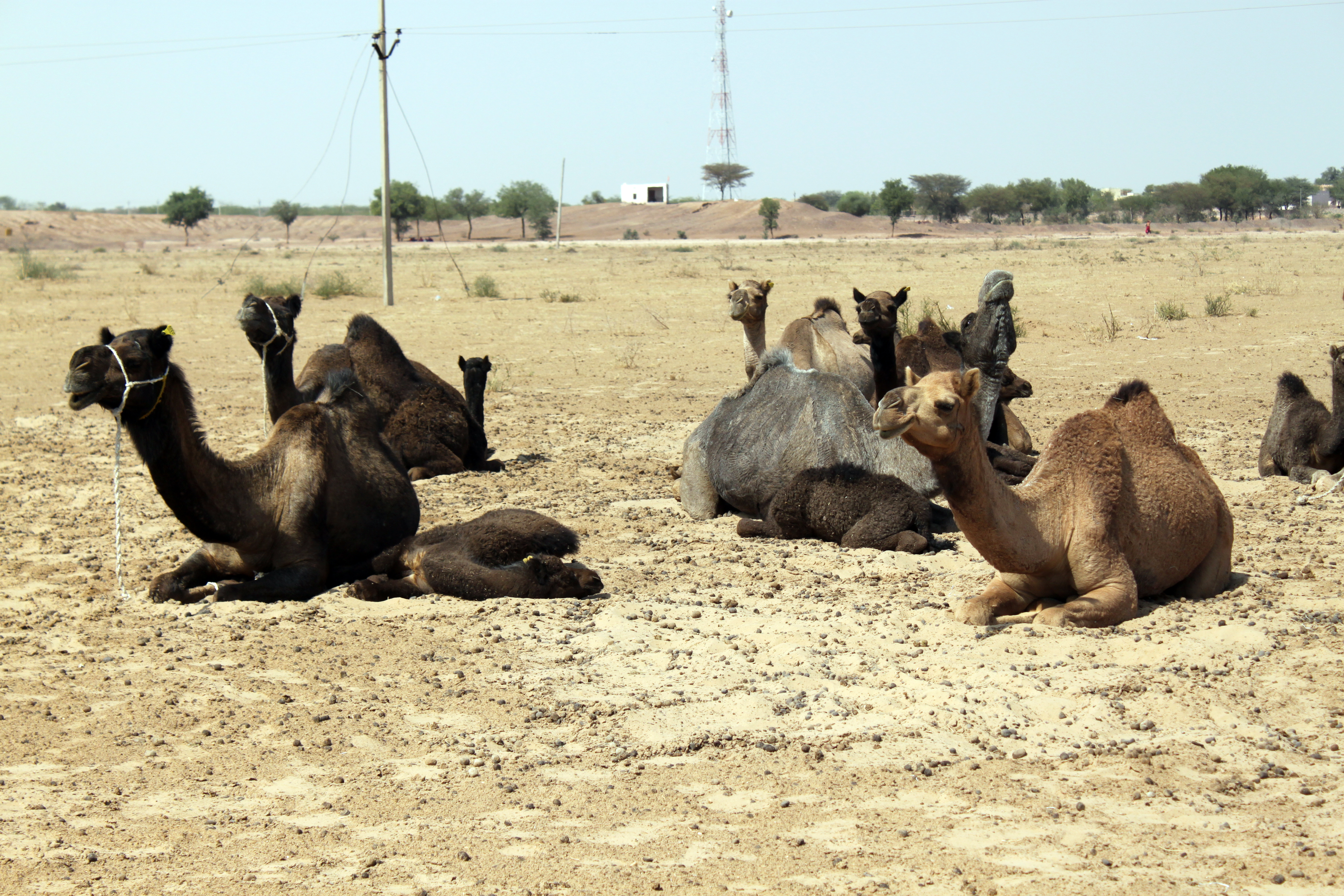
Dromadaires dans le désert entre Bikaner et Jaisalmer en mars 2017.
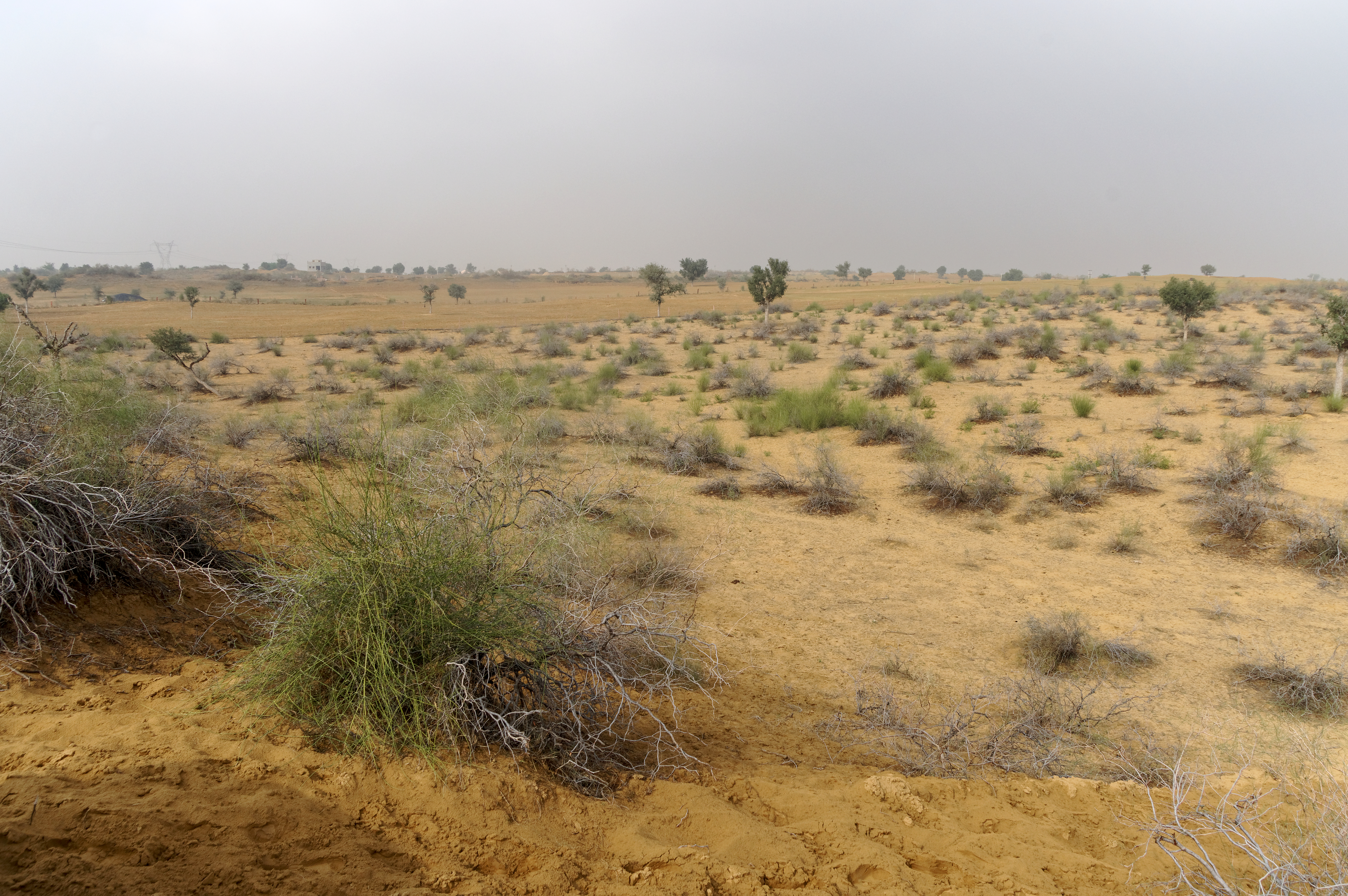
Paysage près de Bikaner en décembre 2019.
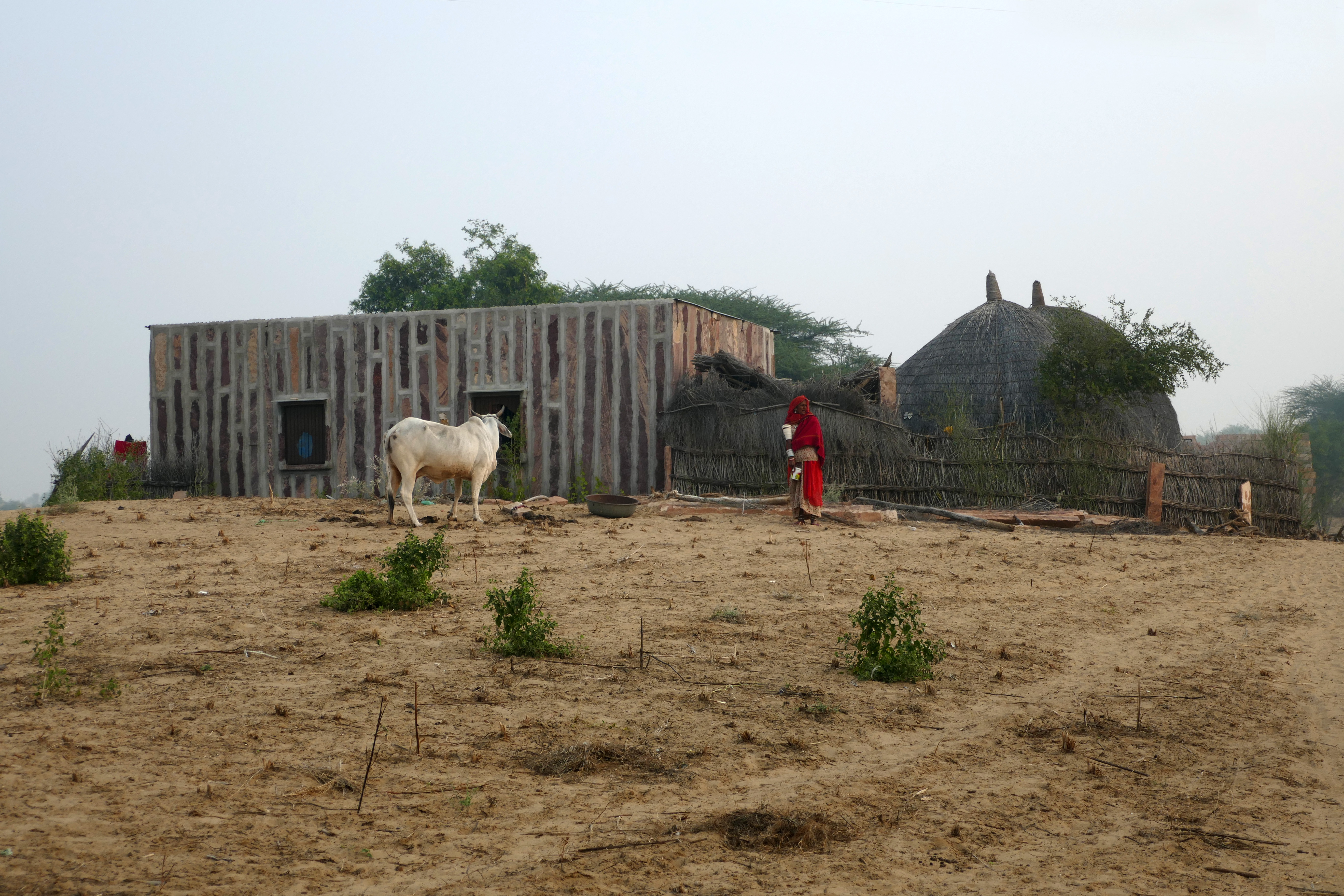
Maisons dans le désert au Rajasthan en novembre 2019. Un habitat en transition entre construction en dur et bâti vernaculaire.
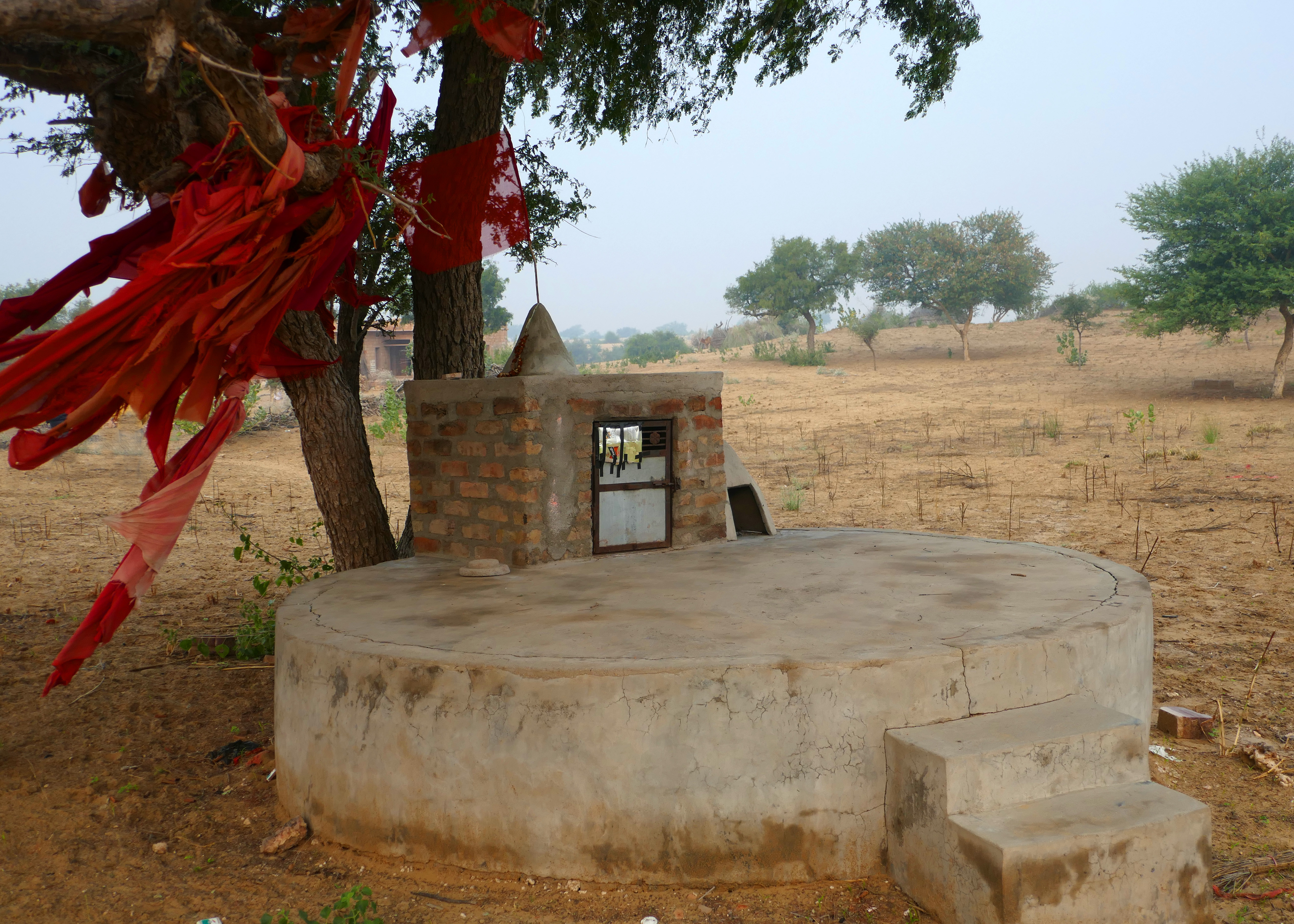
Citerne (appelée taanka ou paar) utilisée comme autel au Rajasthan en novembre 2019.
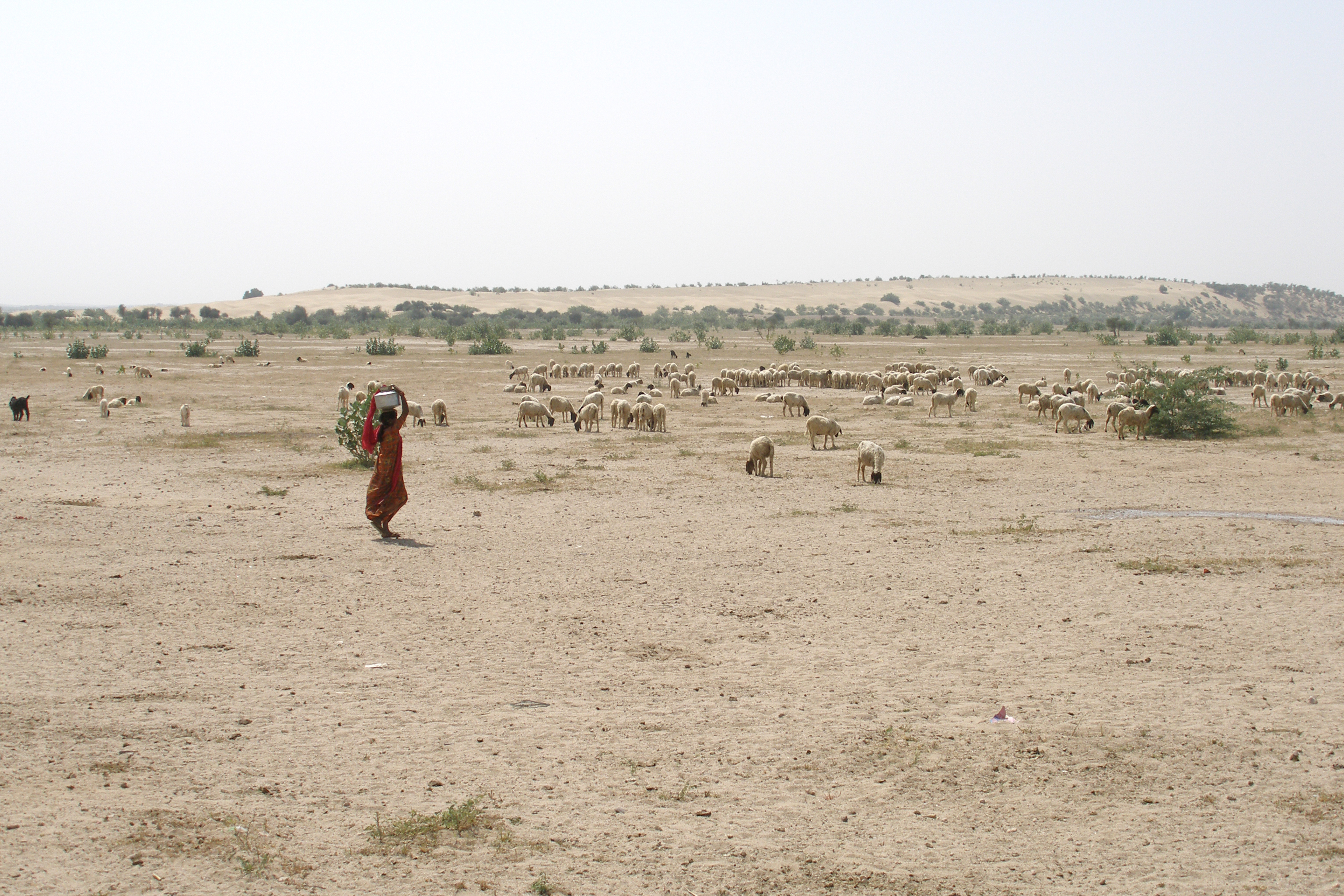
Troupeau de moutons en pâture dans la région de Jaisalmer.
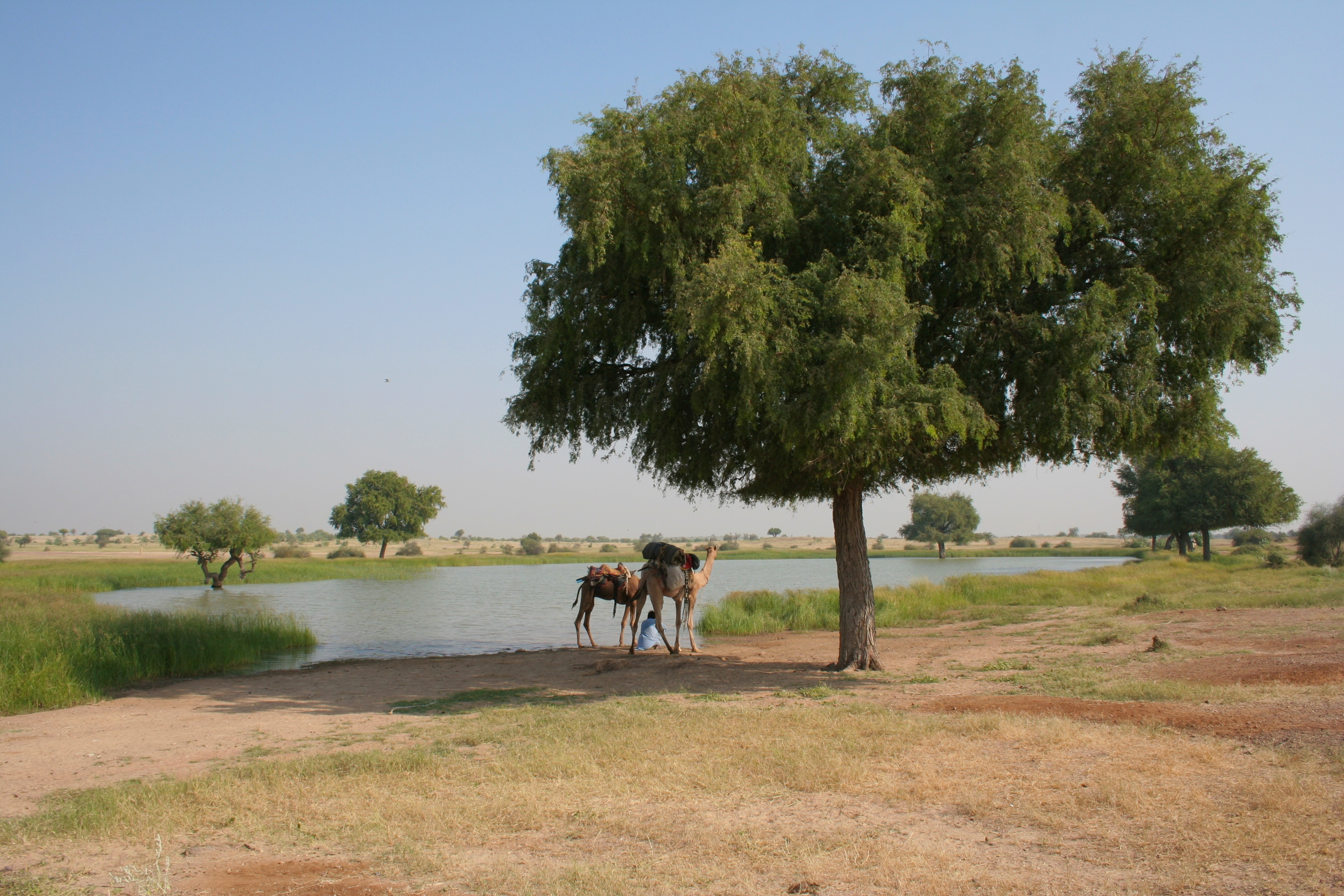
Un nadi (étang artificiel) associé à un oran (pâturage) dans la région de Barmer.
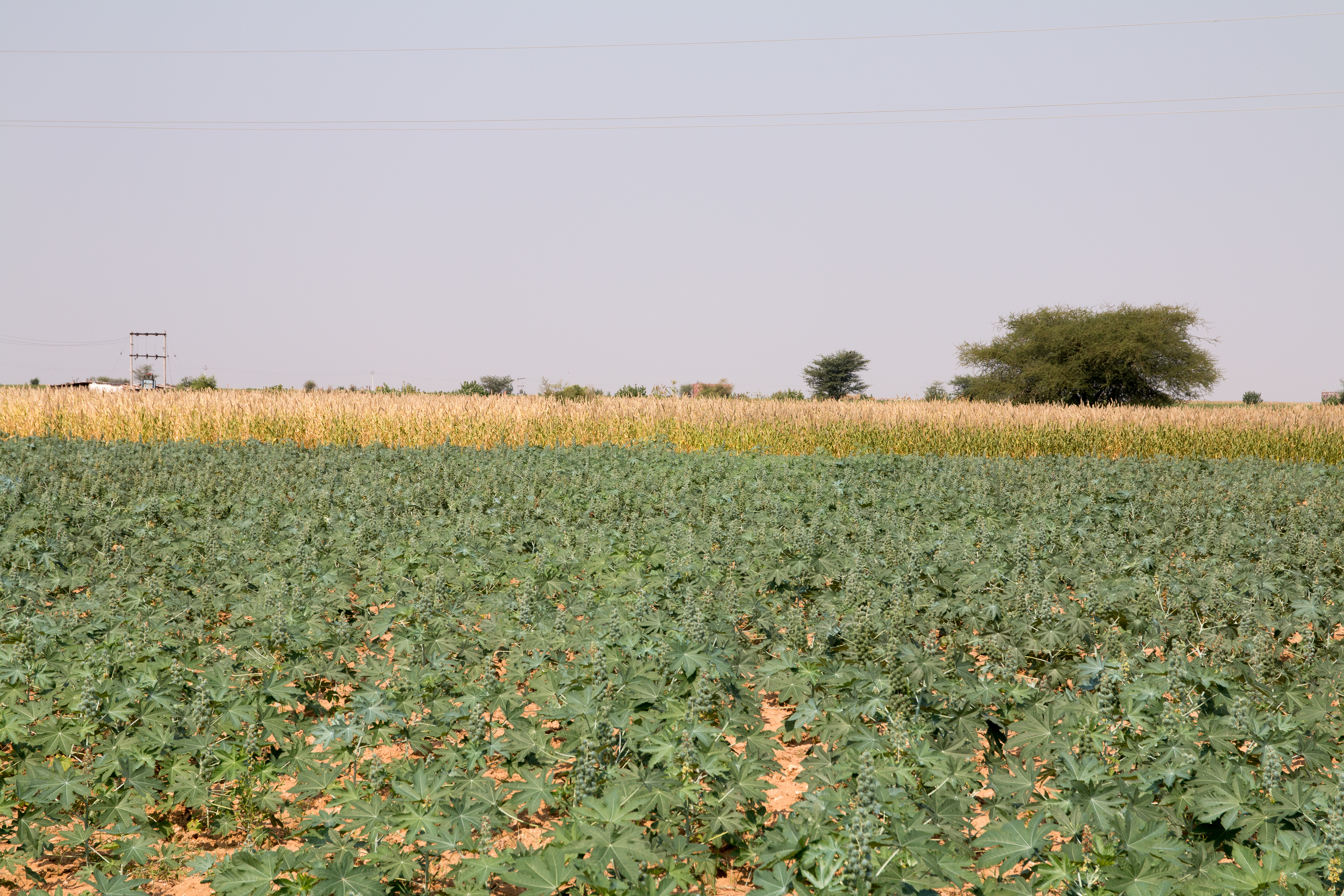
Champs de ricin et de maïs dans la région de Pokharan.
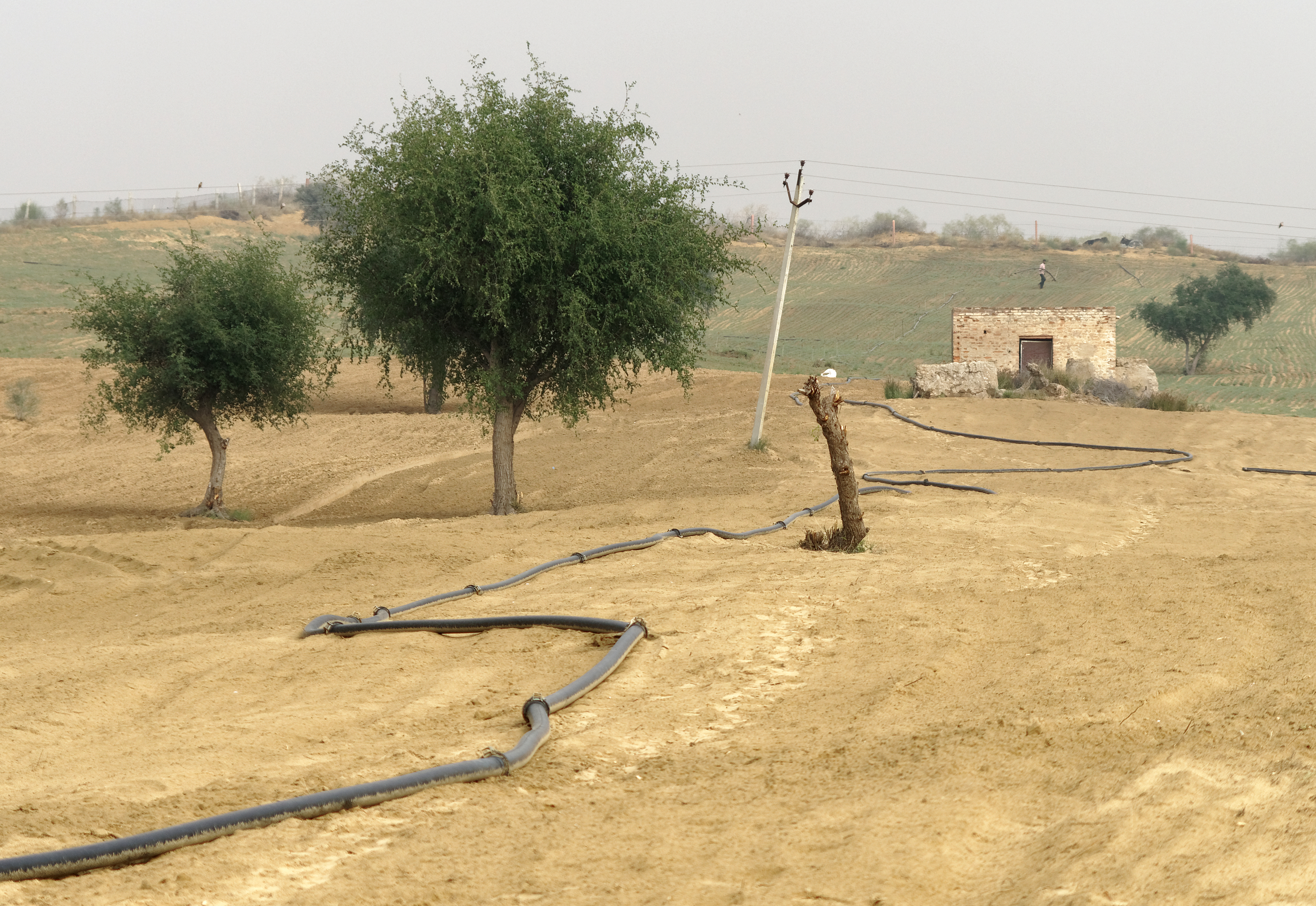
Système d'irrigation et champs sur une exploitation agricole près de Bikaner.
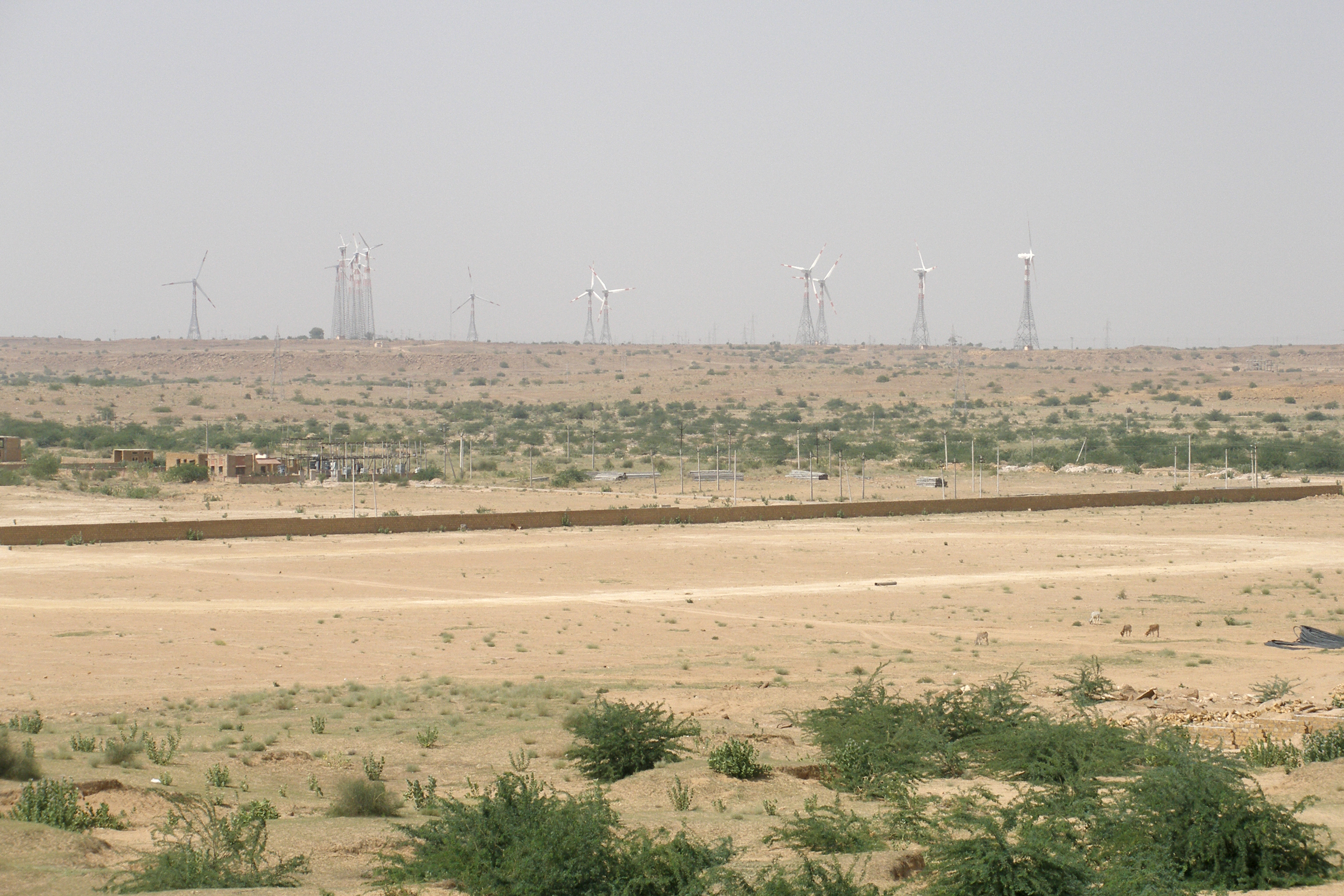
Parc éolien à la périphérie de Jaisalmer.